# Пугачовське сільське поселення (Малопургинський район)
Пугачо́вське сільське поселення — муніципальне утворення в складі Малопургинського району Удмуртії, Росія. Адміністративний центр та єдиний населений пункт — село Пугачово.
Населення — 2747 осіб (2015; 2754 в 2012, 2730 в 2010).
В поселенні діють середня школа, садочок, лікарня, 2 клуби, 2 бібліотеки.
Серед промислових підприємств працює приватний рибоконсервний цех.